# Трипалий дятел
Трипалий дятел (Picoides) — рід птахів родини дятлові, що поширені переважно в Північній Америці. Дятел трипалий населяє ліси Євразії, у тому числі і на території України. У більшості видів забарвлення чорне з білим, у деяких південних видів коричневе з білим. У самця є червона або золотисто-жовта шапочка. Незважаючи на назву, лише у деяких видів розвинені три пальці, два з яких спрямовані вперед і один назад. Живляться комахами.

## Систематика
Рід донедавна включав 12 видів:
- Picoides albolarvatus — дятел білоголовий
- Picoides arcticus* — дятел північний
- Picoides borealis — дятел флоридський
- Picoides dorsalis* — дятел ялиновий
- Picoides lignarius — дятел чилійський
- Picoides mixtus — дятел смугастохвостий
- Picoides nuttallii — дятел каліфорнійський
- Picoides pubescens — дятел пухнастий → Dryobates pubescens
- Picoides scalaris — дятел техаський
- Picoides stricklandi — дятел мексиканський
- Picoides tridactylus* — дятел трипалий
- Picoides villosus — дятел волохатий → Leuconotopicus villosus

У 2015 в ході молекулярних філогенетичних досліджень завдяки аналізу ядерної і мітохондріальної ДНК виявилось, що три роди триби Dendropicini — а саме Picoides, Veniliornis і Dendropicos — виявились поліфілетичними. Після їх переформатування і створення 6 нових монофілетичних родів більшість видів роду Picoides було переміщено до родів Leuconotopicus і Dryobates. У попередньому роді залишилось лише 3 види (позначені зірочкою).

## Охорона
Дятел трипалий внесений до Червоної книги України (2009) (статус — вразливий). В Україні охороняється у Карпатському біосферному, Поліському, Рівненському і Черемському природних заповідниках та національних природних парках: Карпатський, «Гуцульщина», «Синевир». З метою ефективнішої охорони необхідно створювати заказники і пам'ятки природи, заборонити усі види рубок лісу, прокладання туристських маршрутів у місцях концентрації виду.